# Título de eleitor

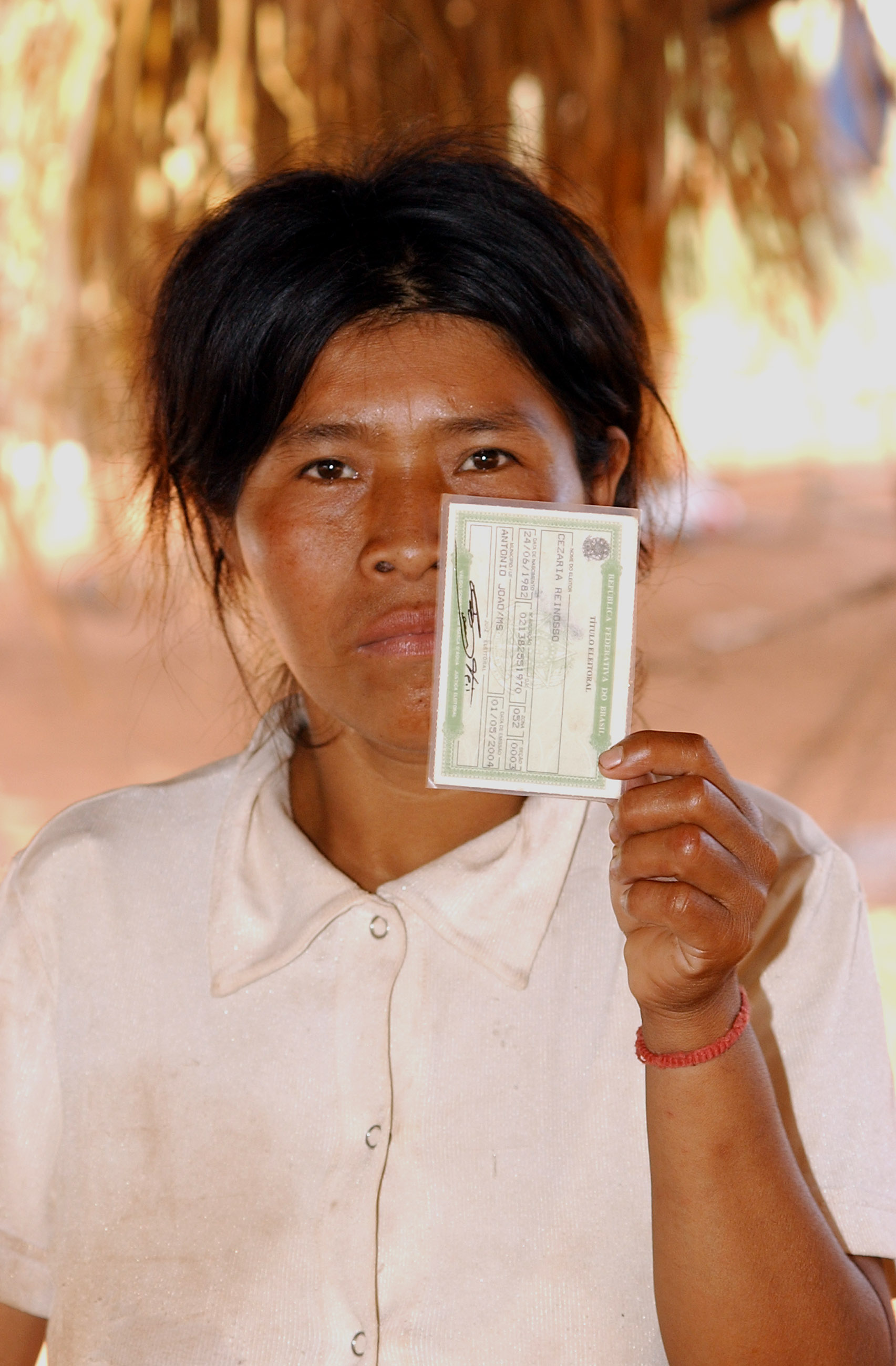
Uma indígena Guarani-Kaiowá mostra seu título de eleitor no município de Antônio João (Mato Grosso do Sul), setembro de 2006.

O Título de eleitor é o documento que comprova que um determinado cidadão está inscrito na Justiça Eleitoral do Brasil e se encontra apto a exercer tanto o eleitorado ativo (votar num candidato), quanto o eleitorado passivo (ser votado como candidato) em eleições municipais, estaduais e federais, excetuando-se, no caso do eleitorado passivo os cidadãos que se encaixem no artigo 1° da lei complementar n° 64 de 18 de maio de 1990. É também condição fundamental para sua obtenção que o eleitor possua a nacionalidade brasileira.
O título eleitoral é um documento impresso por computador, onde constam o nome do eleitor, a data de nascimento, a unidade federativa, o município, a zona e secção eleitorais onde o cidadão vota, o número da inscrição eleitoral, a data de emissão, a assinatura do juiz eleitoral, a assinatura do eleitor ou a impressão digital de seu polegar (caso se trate de um analfabeto).

## História
Em 1875, foram criados pela Lei do Terço dois documentos que comprovavam a situação eleitoral do cidadão. Para os votantes (1° grau) foi criado o título de qualificação, enquanto que para os eleitores (2° grau) criou-se o diploma de eleitor geral.
Em 1881, a Lei Saraiva promoveu uma ampla reforma eleitoral e, entre outras alterações, determinou o fim da eleição em dois graus e instituiu o título de eleitor obrigatório.
Em 1932, o título passou a ter a foto do eleitor e em 1956 o retrato tornou-se obrigatório. Em 1986, foi definido o novo modelo, sem o retrato, que é utilizado até os dias de hoje.

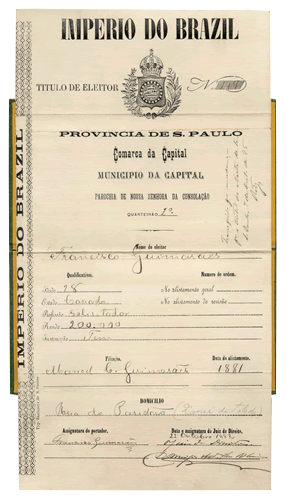
Título eleitoral brasileiro em 1881.
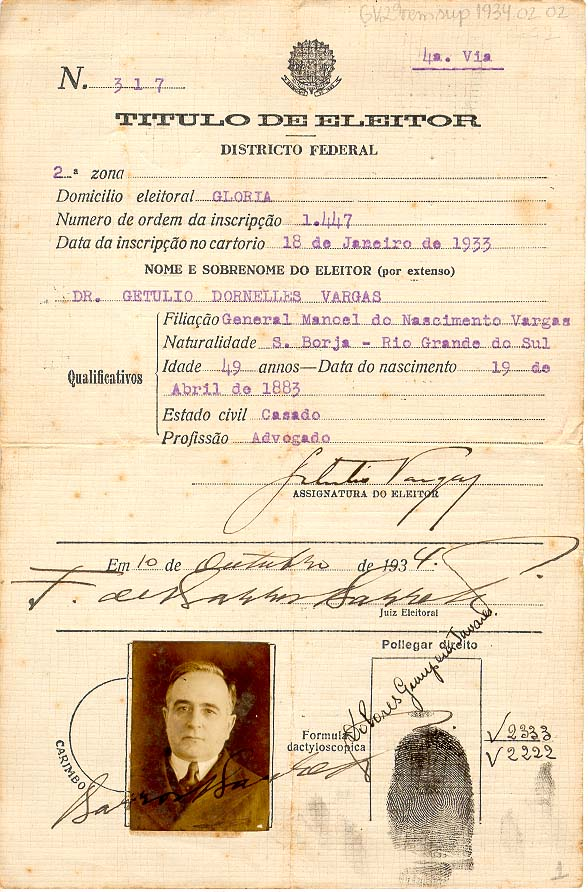
Título de Getúlio Vargas
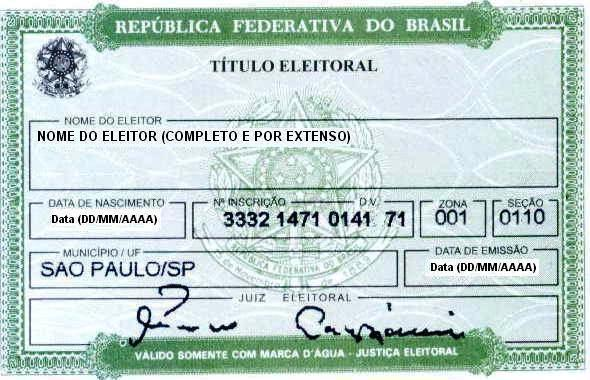
Modelo de título eleitoral vigente no Brasil até 2019

## Modelo impresso

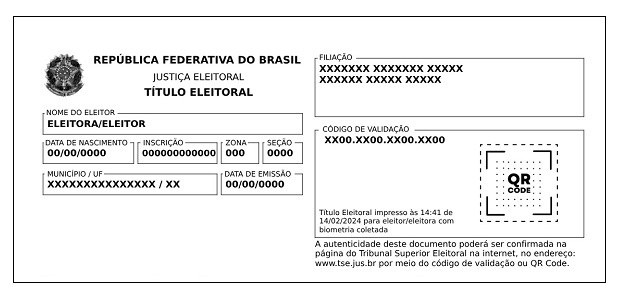
Exemplo do título eleitoral (2019-Atual)

A resolução do TSE nº 23.538/2017, de 6 de maio de 2019, decidiu por um modelo de título eleitoral em preto e branco, impresso em papel sulfite e com QR Code para verificação de autenticidade.

## e-Título
Em 2017, o TSE lançou um aplicativo com o nome e-Título, desenvolvido pelo Tribunal Regional Eleitoral do Acre e adotado pelo TSE para ser usado no resto do país. O aplicativo traz informações sobre a situação do eleitor e local de votação, e no caso dos eleitores que já fizeram o recadastramento biométrico, substitui o documento com foto na hora da votação. Além disso, o aplicativo ainda emite a certidão de quitação eleitoral e de crimes eleitorais. Assim, a Justiça Eleitoral pretende reduzir o consumo de papel e os gastos envolvidos na impressão de documentos.
O aplicativo permite que o usuário tenha acesso as informações sobre sua situação eleitoral, local de votação, foto e dados sobre o cadastramento biométrico. No momento da votação também substitui a Carteira de Identidade Nacional e o título eleitoral. Os usuários que fizeram o recadastramento biométrico poderão utilizar o aplicativo no dia da votação. Os que não se recadastraram deverão também levar um documento oficial com foto, visto que no aplicativo não aparecerá a foto digitalizada.

## Critérios para a primeira emissão
Para se obter o título eleitoral, o cidadão deve comparecer ao cartório eleitoral que atende do município (ou bairro) onde mora, de posse dos seguintes documentos:
- Cédula de identidade.
- Comprovante de quitação do serviço militar (no caso de cidadãos do sexo masculino com idade entre 18 e 45 anos).
- Comprovante de residência (conta de luz, telefone, água etc.).
- Pode-se tirar o título a partir do ano em que o cidadão completar 16 anos e com essa idade basta levar comprovante de residência e RG, originais e cópias.

No caso de brasileiro naturalizado, o cidadão deve estar de posse dos seguintes documentos:
- Cédula de identidade de modelo idêntico à do brasileiro (contendo, no campo NATURALIDADE, o país onde nasceu, e o número da Portaria Ministerial que lhe confere a nacionalidade brasileira).
- Certificado de naturalização - poderá ser apresentado no formato digital ou a Portaria Ministerial cuja finalidade é verificar a data de sua expedição.
- Comprovante de residência.

## O domicílio eleitoral
É o local onde da residência ou moradia do requerente e, no caso do cidadão possuir mais de uma, considerar-se-á domicílio qualquer uma delas, de acordo com o parágrafo único do  art. 42 do Código Eleitoral (Lei nº 4.737/1965). Ou ainda, segundo a jurisprudência do Tribunal Superior Eleitoral - TSE, o lugar onde o interessado tem vínculos políticos, sociais, patrimoniais e de negócios. A respeito consulte-se o Glossário Eleitoral do Tribunal Superior Eleitoral - TSE em http://www.tse.jus.br/eleitor/glossario/glossario-eleitoral.

## Na falta do documento
O documento é obrigatório a todos os cidadãos com mais de 18 anos e facultativo para aqueles entre 16 e 18, ou com mais de 70. O título é também opcional para cidadãos não alfabetizados.
O eleitor que não possui o título, ou se este se encontra cancelado, não pode solicitar a emissão de passaporte ou do cartão do CPF, bem como inscrever-se em concurso público, renovar a matrícula em estabelecimentos oficiais de ensino e obter empréstimos em caixas econômicas federais e estaduais.
Até as eleições de 2008, a apresentação do título eleitoral não era necessária para votar. Para eleitores que estivessem regularmente inscritos na Justiça Eleitoral, bastava apresentar um documento de identidade com foto em sua seção correspondente.
A eliminação da foto do título de eleitor, em 1996, facilitou muito as fraudes de identidade (em que uma pessoa vota no lugar de outra). Para reduzir esse risco, foi aprovada legislação em 2007 (Lei 504/97, artigo 91-A) tornando obrigatória a apresentação de um documento de identidade oficial com foto (como a cédula de identidade ou o passaporte), além do título de eleitor, a partir das eleições de 2010. Com a aproximação dessas eleições, entretanto, surgiu o temor de que milhões de eleitores, especialmente dentre os mais pobres, poderiam ser impedidos de votar por falta de um dos documentos. O Partido dos Trabalhadores então questionou a constitucionalidade dessa lei na justiça, com o argumento de que todo cidadão devidamente registrado como eleitor tem o direito de votar se conseguir comprovar sua identidade.  Em uma decisão de última hora (30 de setembro de 2010), o Supremo Tribunal Federal acatou o argumento e determinou que para votar em 2010 bastaria apresentar o documento de identidade com foto.  Com essa decisão, o título de eleitor brasileiro ficou privado de sua função principal.

## Cálculo do dígito verificador
Para realizar o cálculo dos dígitos verificadores (DV) do Título Eleitoral brasileiro, deve-se levar em consideração alguns aspectos:
- Em geral, o número do título possui 12 dígitos, sendo que o nono e décimo dígitos correspondem à Unidade Federativa (UF) no qual ele pertence (vide mapa abaixo). Se o título eleitoral não é expedido no Brasil, considera-se que o número da UF é 28 (ZZ).
- Os DVs correspondem ao décimo primeiro e décimo segundo dígitos.
- Os oito primeiros dígitos correspondem ao número sequencial.[nota 1]

Para o cálculo, tomamos como exemplo o título eleitoral 0043 5687, emitido em Santa Catarina. Seus fatores multiplicativos são representados pela sequência {\displaystyle x_{1}=2;x_{2}=3;x_{3}=4;x_{4}=5;x_{5}=6;x_{6}=7;x_{7}=8;x_{8}=9}, para calcular o v1 (1º DV).
Aplicando para o número exemplificado acima, temos:
{\displaystyle v_{1}=[{(0{\times }x_{1})+(0{\times }x_{2})+(4{\times }x_{3})+(3{\times }x_{4})+(5{\times }x_{5})+(6{\times }x_{6})+(8{\times }x_{7})+(7{\times }x_{8})};\mod 11]}.
Portanto, a soma dos fatores resultou em 230, e o resto em sua divisão por 11 (ou {\displaystyle \mod 11}) é 10, logo o v1 é 0.
Para o cálculo do v2 (2º DV), consideremos a sequência 09 0, sendo 09 o código da UF, e 0 o v1. Consideremos ainda seus fatores multiplicativos sendo representados pela sequência {\displaystyle x_{9}=7;x_{10}=8;x_{11}=9}. Aplicando para o mesmo número, temos:
{\displaystyle v_{2}=[{(0{\times }x_{9})+(9{\times }x_{10})+(0{\times }x_{11})};\mod 11]}.
Portanto, a soma dos fatores resultou em 72, e o {\displaystyle \mod 11} (v2) é 6.
Vale lembrar que {\displaystyle n}, em {\displaystyle x_{n}}, representa a posição do algarismo na composição do número do título eleitoral, da esquerda para a direita, considerando-se que este possua 12 dígitos.
Eis aqui o número completo após os devidos cálculos: 0043 5687 09 06.